# Aisha Musa el-Said
Aisha Musa el-Said (également Asha, Ayesha, Mousa, Elsaid, El Said, Saeed, en arabe : عائشة موسى السعيد) née à 
El-Obeid est une traductrice et femme politique soudanaise membre du Conseil de souveraineté du Soudan, chef d'État collectif du pays, entre août 2019 et mai 2021.
Mme Musa était l'un des six civils à siéger au sein du conseil du gouvernement de transition, composé de 11 membres, qui a pris le pouvoir à la suite de la révolution soudanaise ; les cinq autres membres ont été nommés par l'armée soudanaise. Mme Musa et sa collègue Raja Nicola, membre du Conseil de souveraineté, sont les deux premières femmes de l'histoire moderne du Soudan à occuper le poste de chef d'État. Musa est connue comme militante des droits de la femme et pour avoir plaidé en faveur d'une éducation améliorée, plus équitable et plus décentralisée, ainsi que pour l'application pratique des connaissances acquises au Soudan.

## Biographie
Aisha Musa el-Said est née à El-Obeid au Soudan. En 1965, elle étudie et obtient un diplôme TEFL de deux ans à l'université de Leeds en Angleterre. Pendant son séjour, elle effectue des recherches liées à ses études doctorales et occupe le poste de secrétaire de l'Association des étudiants soudanais.
Elle est titulaire d'une maîtrise de l'université de Manchester.
Elle a été active dans le mouvement des droits des femmes au Soudan pendant plusieurs décennies.

## Conseil de souveraineté
En vertu du projet de déclaration constitutionnelle d'août 2019, Musa a été nommée par l'alliance Forces de la liberté et du changement (FFC)  comme l'un des membres civils du Conseil de souveraineté, assurant le rôle de chef d'État collectif du Soudan pendant la période de transition de 39 mois qui a débuté en août 2019. Elle a démissionné du Conseil en mai 2021, affirmant « que les voix civiles au conseil n'étaient pas entendues ».

## Points de vue
En 2018, Mme Musa a affirmé que le « cas socialement unique de l'identité et de l'ethnicité mixte arabo-africaine du Soudan a été mal géré depuis que le Soudan est devenu un État indépendant », déclarant : « Cette compréhension stable et la construction d'une identité soudanaise ont été brisées par les appréhensions et les erreurs créées par les différents gouvernements depuis l'indépendance. » Elle a déclaré que les gouvernements du Soudan ont été « les véritables héritiers des politiques coloniales » et qu'ils n'ont pas encouragé l'éducation. Elle a ajouté que les gouvernements avaient centralisé l'administration et le savoir, et la distribution inéquitable des outils et des moyens d'une vie meilleure a freiné la production, même en ce qui concerne les besoins vitaux des personnes vivant dans des régions éloignées de ce vaste pays.